# Colinas Esporte Clube
O Colinas Esporte Clube é um clube brasileiro de futebol do Estado de Tocantins, entidade Esportiva de utilidade pública conforme lei municipal 1.113 de 08 de Outubro de 2010, sua sede fica na Av. Tiradentes, s/nº na cidade de Colinas do Tocantins. Seu uniforme é composto de camisa vermelha ou branca, calção vermelho ou branco e meias vermelhas ou brancas, tendo como uniforme número 1 na cor vermelha.

## Títulos

### Estaduais
- Campeonato Tocantinense: 1

2005

## Desempenho em competições oficiais
Copa do Brasil
| Ano  | 2006 |
| Pos. | 51º  |
| ---- | ---- |

Campeonato Tocantinense
| Ano | 2000 | 2001 | 2002 | 2003 | 2004 | 2005 | 2006 | 2007 | 2008 | 2009 |
| Ano | —    | 6º   | 7º   | 9º   | 4º   | 1º   | 4º   | —    | —    | —    |
| Ano | 2010 | 2011 | 2012 | 2013 | 2014 | 2015 | 2016 | 2017 |      |      |
| Ano | —    | —    | 3º   | 6º   | 7º   | —    | —    | 8º   |      |      |
| --- | ---- | ---- | ---- | ---- | ---- | ---- | ---- | ---- | ---- | ---- |

Campeonato Tocantinense (2ª Divisão)
| Ano  | 2009 | 2010 | 2011 | 2012 | 2013 | 2014 | 2015 | 2016 | 2024 |
| Pos. | 6º   | 4º   | 2º   | —    | —    | 5º   | 5º   | 2º   | 13º  |
| ---- | ---- | ---- | ---- | ---- | ---- | ---- | ---- | ---- | ---- |

Legenda:
| Campeão Vice-campeão Rebaixado à divisão inferior |

## Artilheiros
| Artilharia | Artilharia                            | Artilharia | Artilharia |
| Atleta     | Competição                            | Ano        | Gols       |
| ---------- | ------------------------------------- | ---------- | ---------- |
| Oliveira   | Campeonato Tocantinense - 2.ª Divisão | 2011       | 9          |